# 霹雳一
霹雳一（β Psc，双鱼座β）是双鱼座的一颗恒星，英文俗名Fum al Samakah，源于阿拉伯语فم السمكة fum al-samakah，意为"鱼嘴" (注意与Fomalhaut的区别)。
霹雳一光谱型为B6Ve，视星等+4.53，距离地球约492光年。